# Kurixalus odontotarsus
Kurixalus odontotarsus es una especie de ranas que habita en China, Vietnam y, posiblemente, también a India, Laos y Birmania.
Esta especie se encuentra amenazada de extinción debido a la destrucción de su hábitat natural.